# Elettrotreno DB 422
L’elettrotreno serie 422 della Deutsche Bahn è un elettrotreno a quattro elementi concepito per i servizi ferroviari regionali e vicinali (S-Bahn).

## Composizione
Si tratta di un elettrotreno a quattro elementi, tutti motori, di cui i due d'estremità hanno una cabina di guida e sono classificati nella serie 422; gli elementi centrali, senza cabina, sono invece classificati nella serie 432.
In ogni coppia, per distinguere i due elementi analoghi, vi sono due diverse numerazioni a partire da 001 e da 501. In ordine si hanno pertanto:
- motrice con cabina 422.0
- motrice senza cabina 432.0
- motrice senza cabina 432.5
- motrice con cabina 422.5

I diversi elementi sono collegati tramite carrelli Jakobs, e pertanto la composizione degli elettrotreni non è modificabile.

## Storia

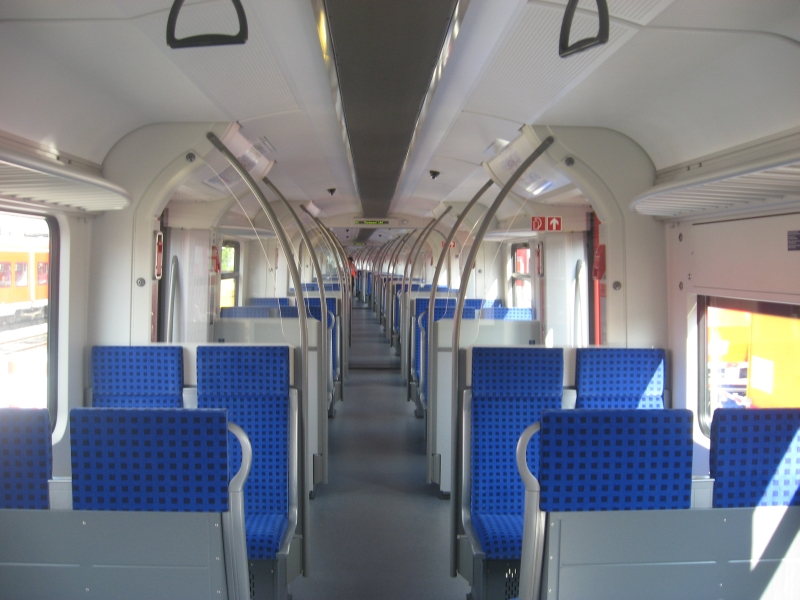
Interno di un elettrotreno serie 422

Gli elettrotreni serie 422 vennero ordinati nel 2005 dalla Deutsche Bahn a un consorzio formato da Alstom e Bombardier. La consegna del primo treno avvenne nel novembre 2008, e le restanti unità seguirono fino all'ottobre 2010, per un totale di 84 treni.
Il progetto dei nuovi elettrotreni venne studiato come evoluzione dei precedenti treni serie 423.
Le prove dei nuovi treni si svolsero nel corso del 2008, ed essi entrarono in servizio regolare nel novembre dello stesso anno, su alcune linee della S-Bahn Reno-Ruhr in sostituzione dei treni serie 420.
Inizialmente si prevedeva di ordinare una seconda serie; la decisione fu però rivista, preferendo l'acquisizione della nuova serie 430.